# Pteronycta postalbida
Pteronycta postalbida är en fjärilsart som beskrevs av M.Gaede 1939. Pteronycta postalbida ingår i släktet Pteronycta och familjen nattflyn. Inga underarter finns listade.